# 白山芳太郎
白山 芳太郎（しらやま よしたろう、1950年2月28日 - ）は、日本の神道学者、歴史学者。皇學館大学文学部神道学科・同大学院文学研究科特別教授。博士（文学）。神道史、日本中世史（思想史）が専門。

## 略歴
- 1972年3月 - 皇學館大学文学部卒業
- 1974年3月 - 皇學館大学大学院文学研究科修士課程修了（文学修士）
- 1977年3月 - 皇學館大学大学院文学研究科博士課程単位取得満期退学
- 1977年4月 - 皇學館大学文学部助手
- 1980年4月 - 皇學館大学文学部専任講師
- 1985年4月 - 皇學館大学文学部助教授
- 1995年4月 - 皇學館大学文学部教授
- 2000年3月 - 「北畠親房の研究」により、皇學館大學より博士（文学）の学位を取得
- 2020年4月　皇學館大学名誉教授

## 著書
- 『職原鈔の基礎的研究』「神道史研究叢書」臨川書店、1984、新版1990
- 『北畠親房の研究』ぺりかん社、1991、増補版1998
- 『日本人のこころ－神道』皇學館大学出版部、2008
- 『神道　日本人のこころのいとなみ』国書刊行会、2009
- 『神道説の発生と伊勢神道』国書刊行会、2010
- 『神道学原論』皇學館大学出版部、2014
- 『神社の成立と展開』冨山房企畫、2021

### 共編著
- 『鎌倉幕府と蒙古襲来　海外視点・日本の歴史 第6巻』ぎょうせい、1986
- （平田俊春）共編『神道大系 論説編18・19　北畠親房（上・下）』神道大系編纂会、1990-1992
- （日本仏教研究会）『仏教と出会った日本』法藏館、1998
- （今谷明）『王権と神祇』思文閣出版、2002
- （三橋健）共編『日本神さま事典』大法輪閣、2005、ワイド版2016
- （島薗進、石井研士、下田正弘、深澤英隆）『宗教学文献事典』弘文堂、2007

### 講演録冊子
- 『中世と神社 北畠親房と神社との関係を中心に』（皇學館大学講演叢書 第96輯）皇學館大学出版部、1998
- 『賀茂社と貴船社』（皇學館大学講演叢書 第111輯）皇學館出版部、2003
- 『中世の神宮式年遷宮』（皇學館大学講演叢書 第121輯）皇學館大学出版部、2009